# 獸面瓦

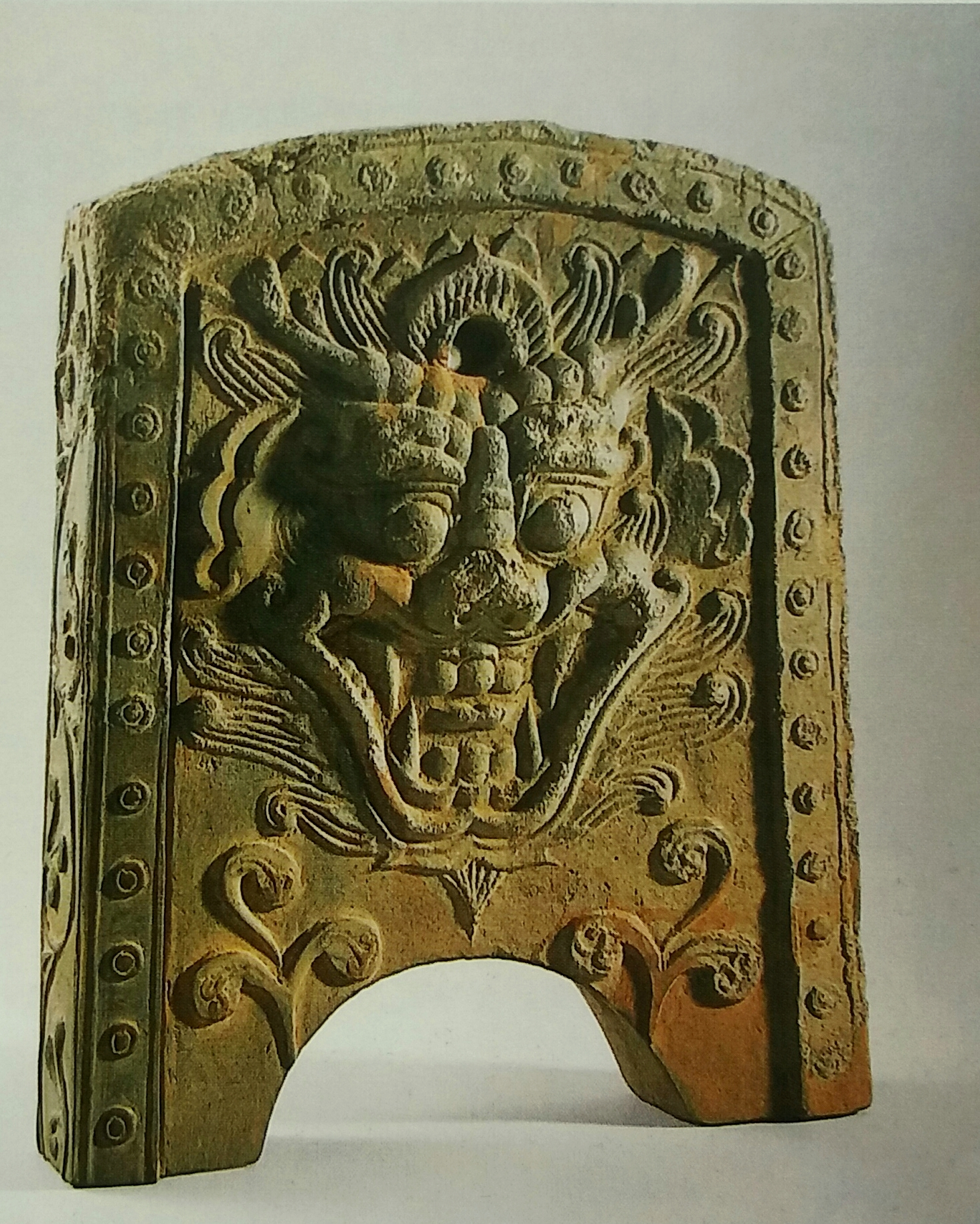
韓國的新羅鬼面瓦

獸面瓦，又稱脊头瓦、兽头砖，日本則稱之為鬼瓦（おにがわら），指的是一種安裝在屋頂邊框上的裝飾型瓦片，一般於東亞傳統建築中常見。

## 歷史演變
現代意義上的獸面瓦很早就出現了，而且在亞歐大陸的各個古文明中都有類似的東西，例如羅馬帝國的巴爾米拉式建築、希臘神殿中的美杜莎瓦片（Gorgoneion）等，但是，目前最常使用這個建築部件的是中國和日本兩國，在韓國和越南的建築上也有少量出現。這種瓦片還通過絲綢之路，從中國傳入了阿拉伯國家，最終演變成伊斯蘭建築的書法裝飾之一。日本在奈良時代就積極吸收中國唐朝的文化，並且把原本的野獸紋樣改成了日本鬼的紋樣，在寓意上和中國的不同。
在中國古代，獸面瓦最早出現於南北朝，只有獸面造型的，作為一種吉祥的象徵。魏晉時期的中國人就相信它有闢邪消災的作用，透過野獸恐怖的外表以及張開的嘴巴，將厄運嚇走或吞噬。從唐朝開始，隨著泥塑工藝的發展，獸面瓦漸漸被更加立體的脊兽所取代，獸面瓦本身也不再局限於“把一個野獸的臉部完整刻畫出來”，“有紋樣的瓦片”也變成獸面瓦的一種主流形式。到了宋朝，因為此的中國建築上已經有好幾種能代表祥瑞的神獸，加上彫刻工藝的提升，導致了獸面瓦的數量迅速降。獸面瓦的獸只是普通的野獸，並無和神話、傳說、典故等產生連接，所以一步步地被寓意更好的雙鳳、寶相華輪、竹子、壽桃、鎖頭、鴛鴦等紋樣所取代。
在日本古代，最初的獸面瓦和中國的並無二致，但是從平安時代開始，因為國風文化的盛行，純日本式的鬼瓦成為主流。日本鬼瓦的特點是使用燒焦的黑泥為原料，因此在顏色上比中國的深很多倍。日本鬼瓦採取立體和平面結合的造型，這樣就可以完美防雨，甚至鬼瓦那凹凸不平的表面有一個專有名詞，叫作“鬼板”。一般來說，日本鬼採用惡鬼面具的造型，日本人認為讓鬼附瓦片上的能鎮壓其它邪靈，達到以毒攻毒的效果。受到中國宋朝的影響，日本鬼瓦也出現了蓮花等非鬼面的造型，以及持出現了日本獨有的沙子、假山、海浪懸、花苞等造型，進入江戶時代之後，日本人更是把菊花、丹頂鶴、梧桐葉等日本“家紋”體系全盤納入鬼瓦的裝飾體系。其寓意也從單純的闢邪轉換為了彰顯擁有者的身分等級，例如天皇家的建築就在鬼瓦上使用十六八重表菊紋，德川家的建築就用三葉葵。
在現代日本，專門製作鬼瓦的工匠被稱為“鬼師”，截至2021年（令和3年）為止，日本有80名左右的鬼師，其中約50名都集中在愛知縣，他們使用的是一種叫“三州瓦”的工藝，這種工藝是目前日本最主流的鬼瓦製作模式。

## 造型區別

### 中國

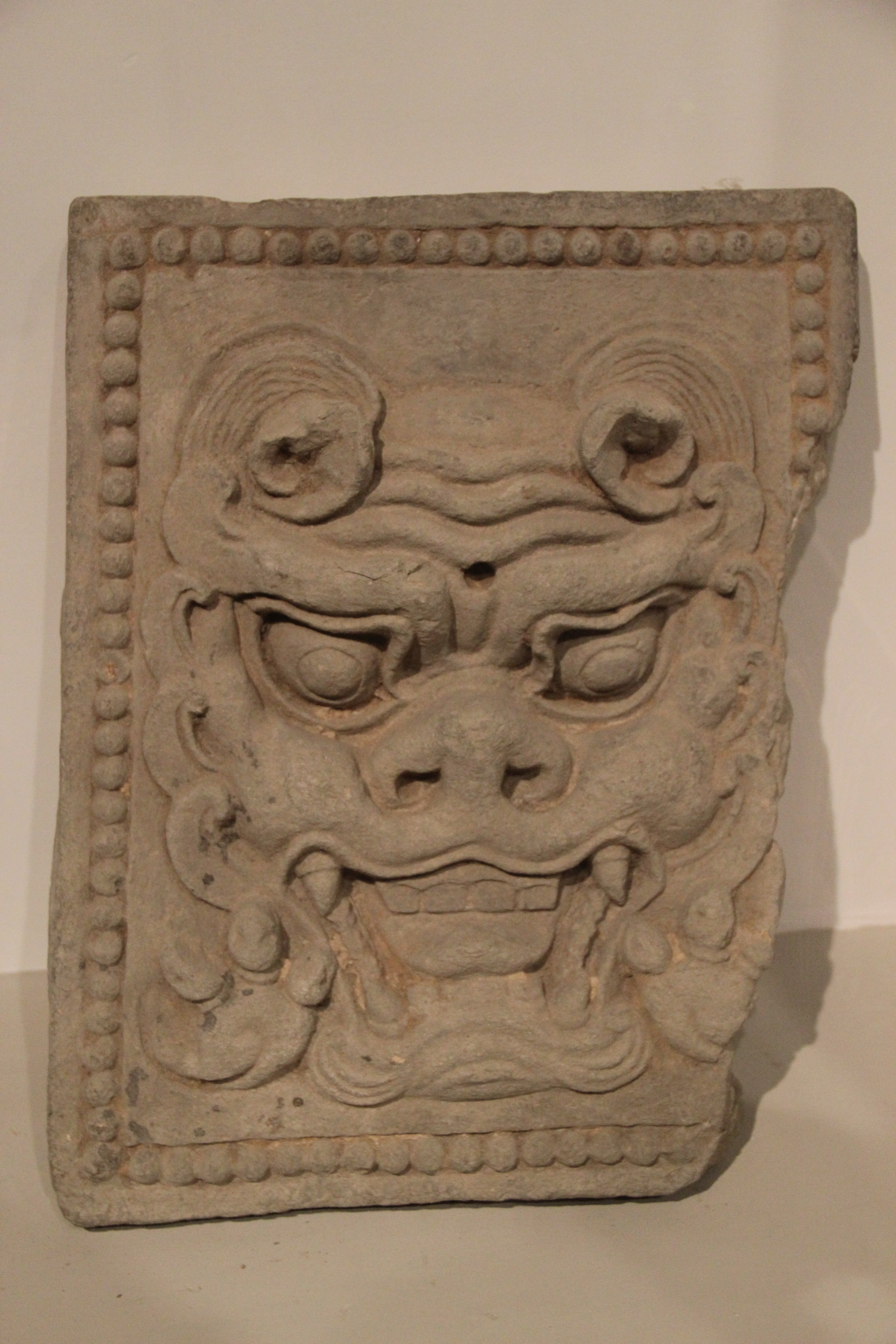
西安博物院所藏之獸面瓦，時代為唐，可以看出極度平面化，並不立體
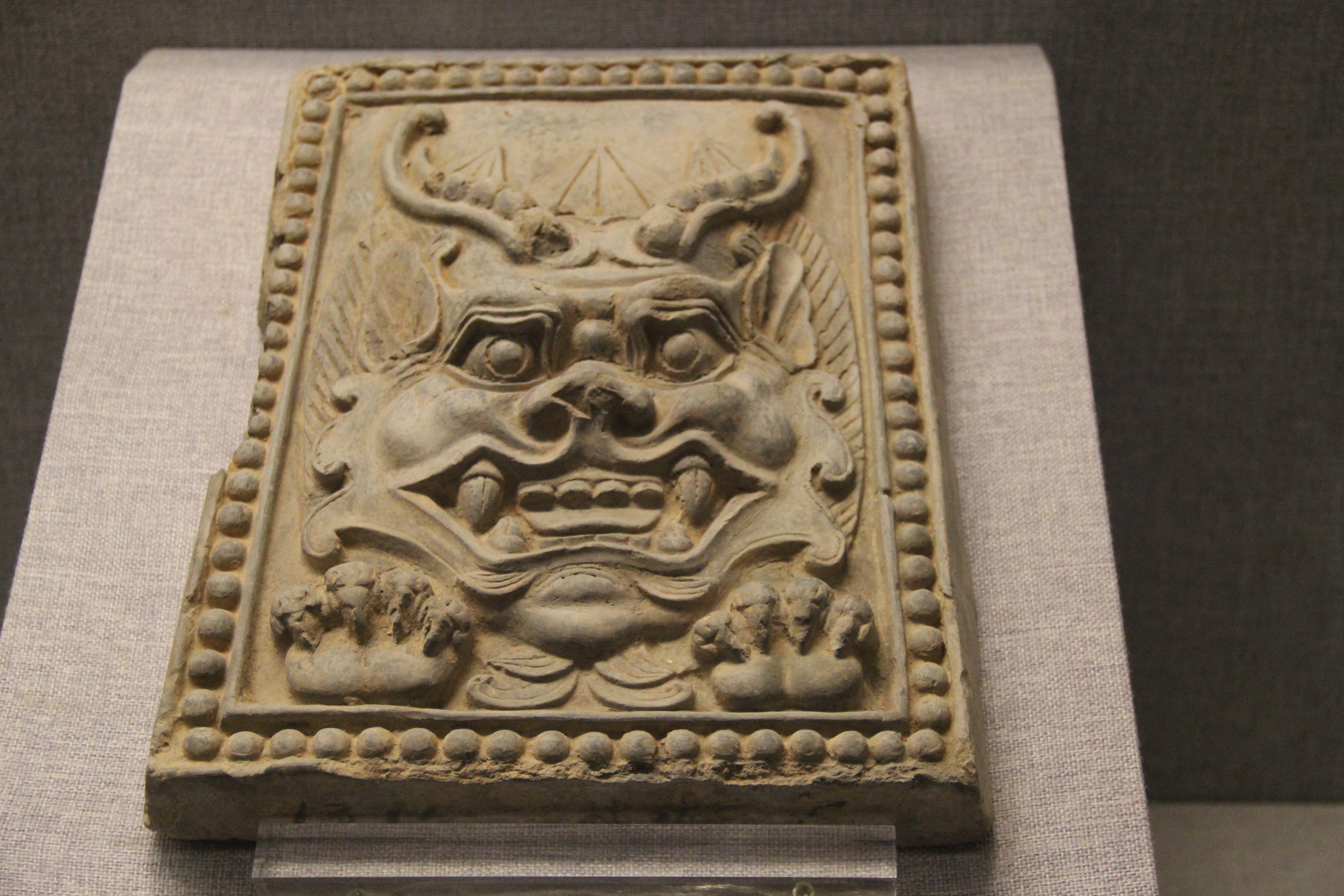
唐朝的獸面瓦，此獸頭上有角
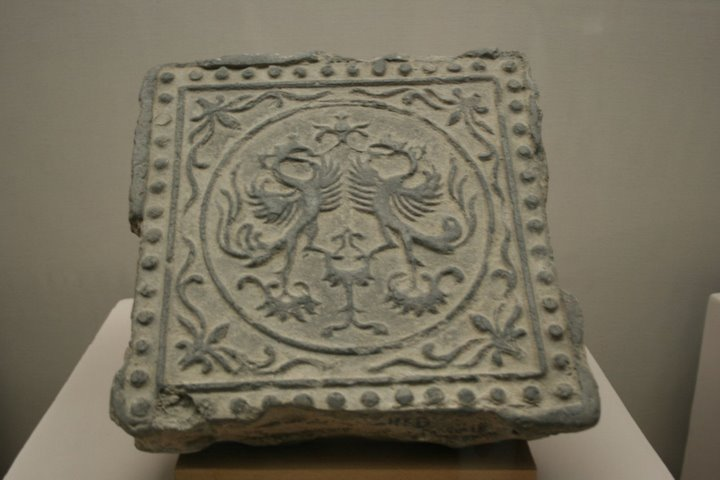
双鳳的獸面瓦
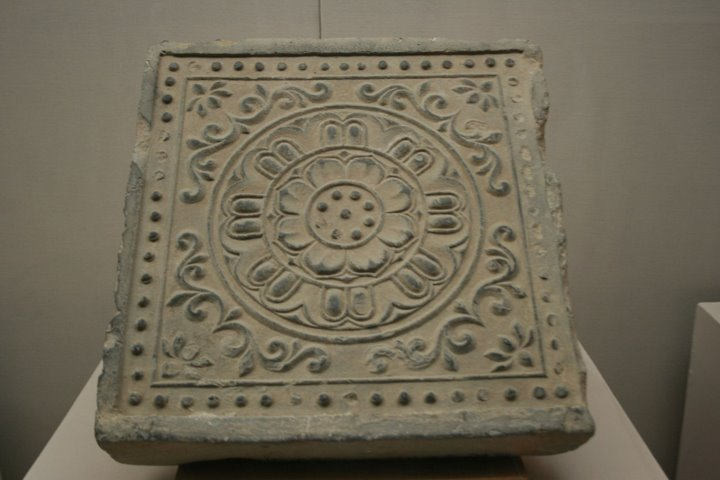
宝相華輪的獸面瓦

### 日本

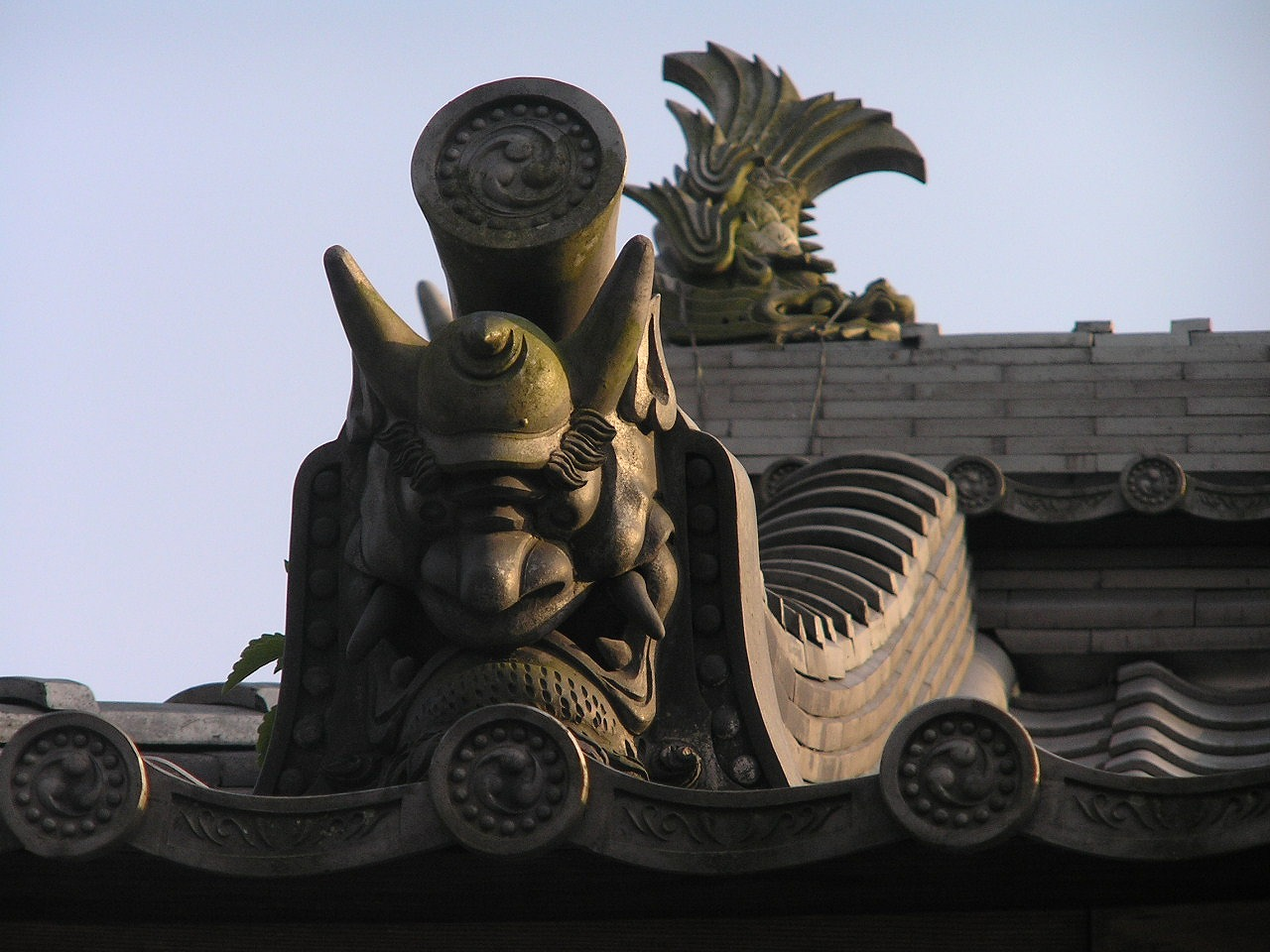
浄土寺的鬼瓦
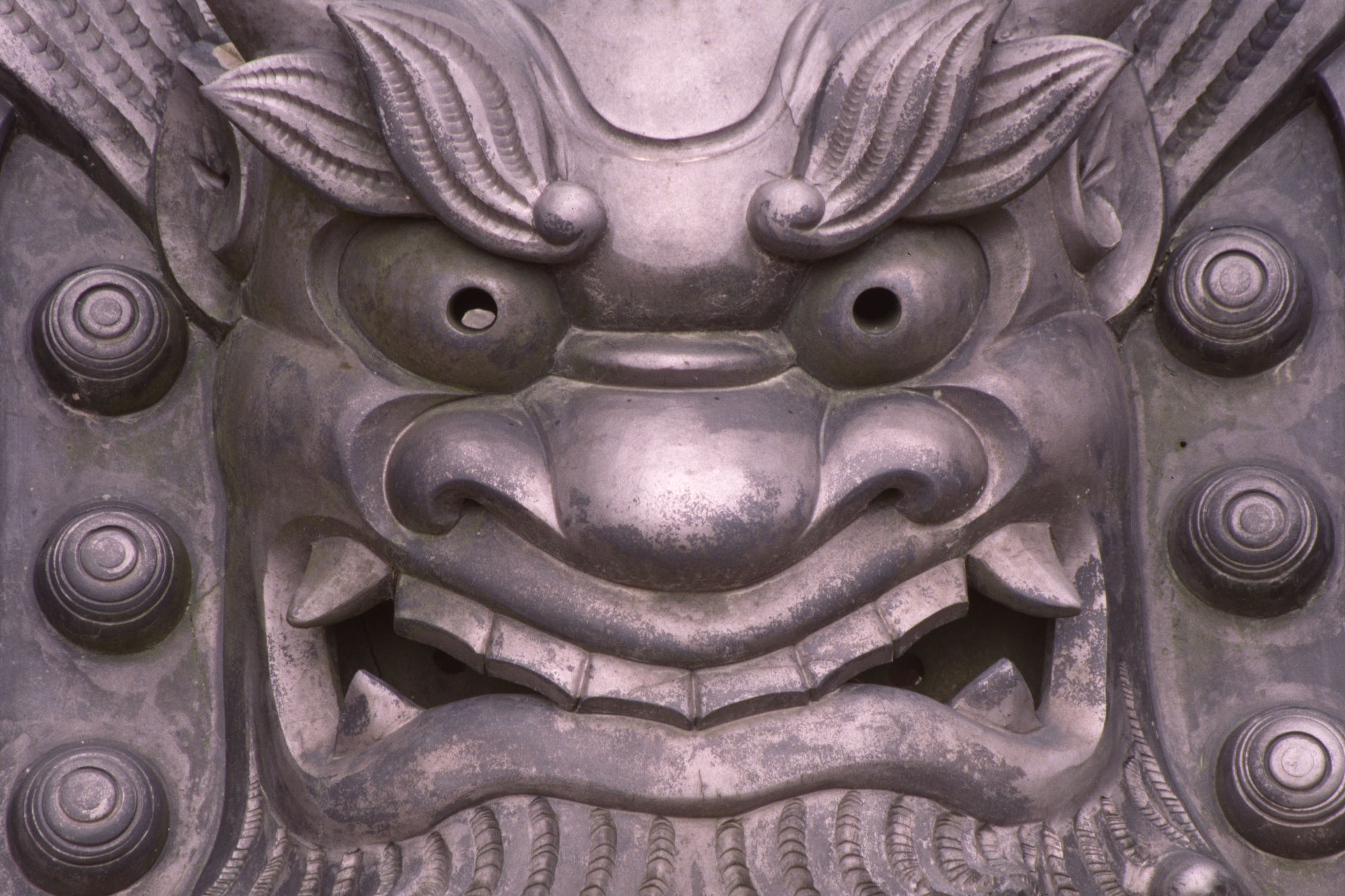
浄土寺的另一種鬼瓦
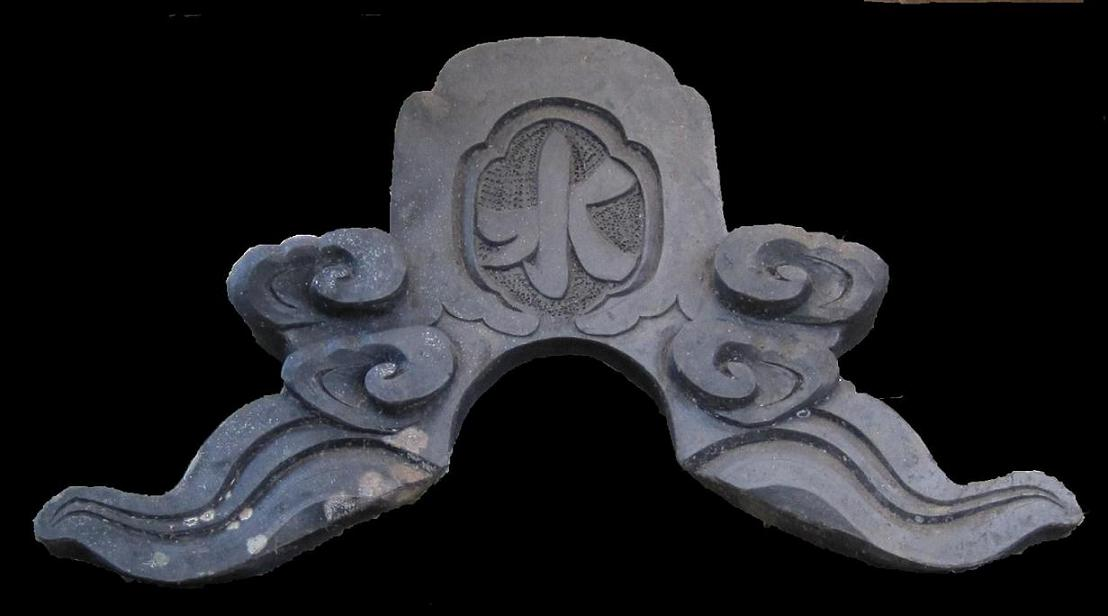
為了防火，直接在彫刻中寫上「水」的漢字的鬼瓦
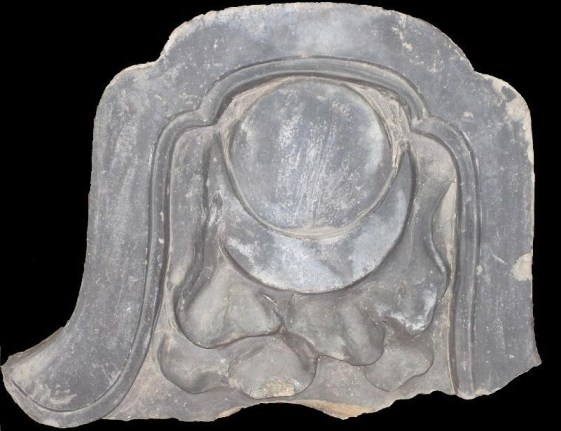
雕刻成“御神月鏡”造型的鬼瓦
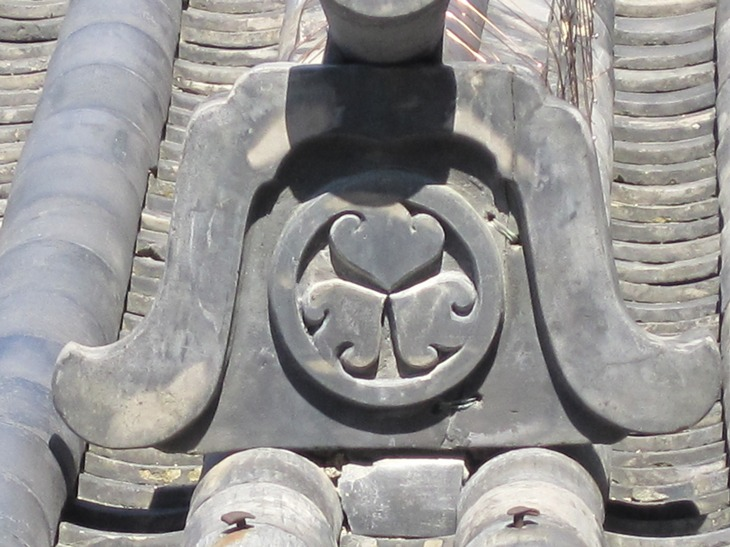
二条城中彫刻這德川家康的家紋——三葉葵的鬼瓦。
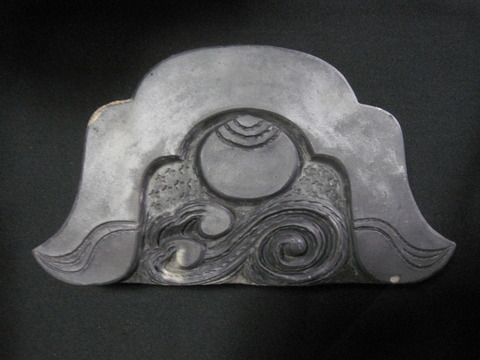
壽桃形的鬼瓦
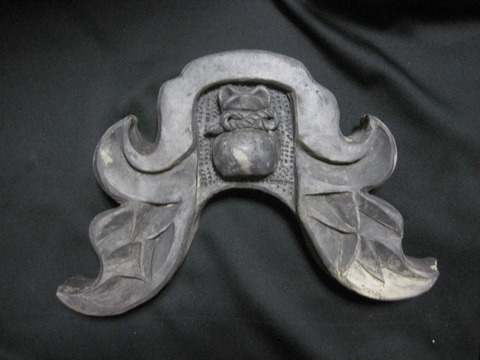
葫蘆上幫著一根打蝴蝶結繩子的鬼瓦
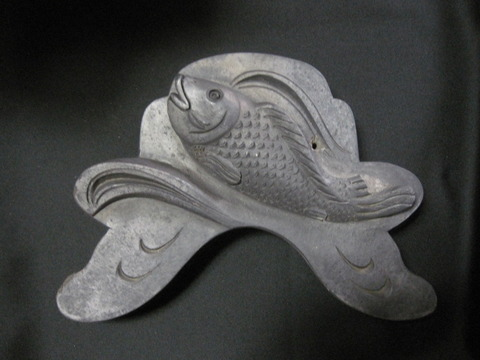
鯉魚形的鬼瓦
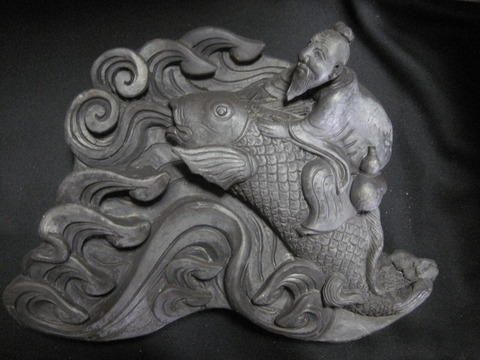
彫刻琴高仙人（一種騎著鯉魚的道教男仙）的鬼瓦
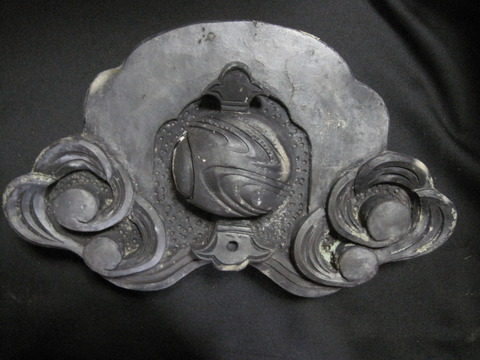
小錘子型的鬼瓦
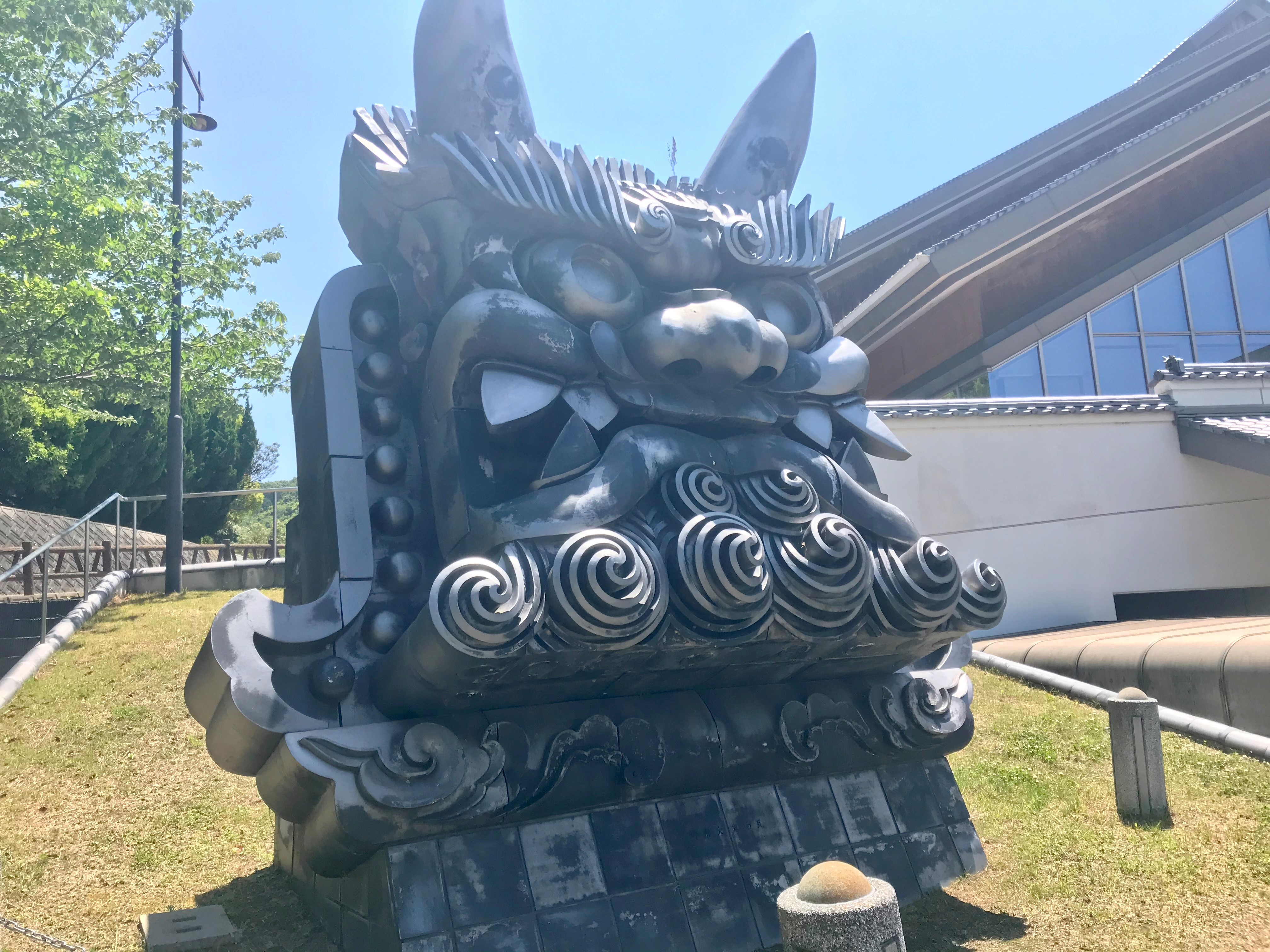
彫刻著“吽形赤豆鬼”的巨大鬼瓦，藏於愛媛縣的廣場公園運動場